# Matt Targett
Matthew Targett (Chertsey, 24 de dezembro de 1985) é um nadador australiano, medalhista olímpico nos Jogos Olímpicos de Pequim em 2008 pelos revezamentos da Austrália.
No Mundial de Xangai 2011 foi medalhista de prata nos 50 metros borboleta.